# Frente de Ferro

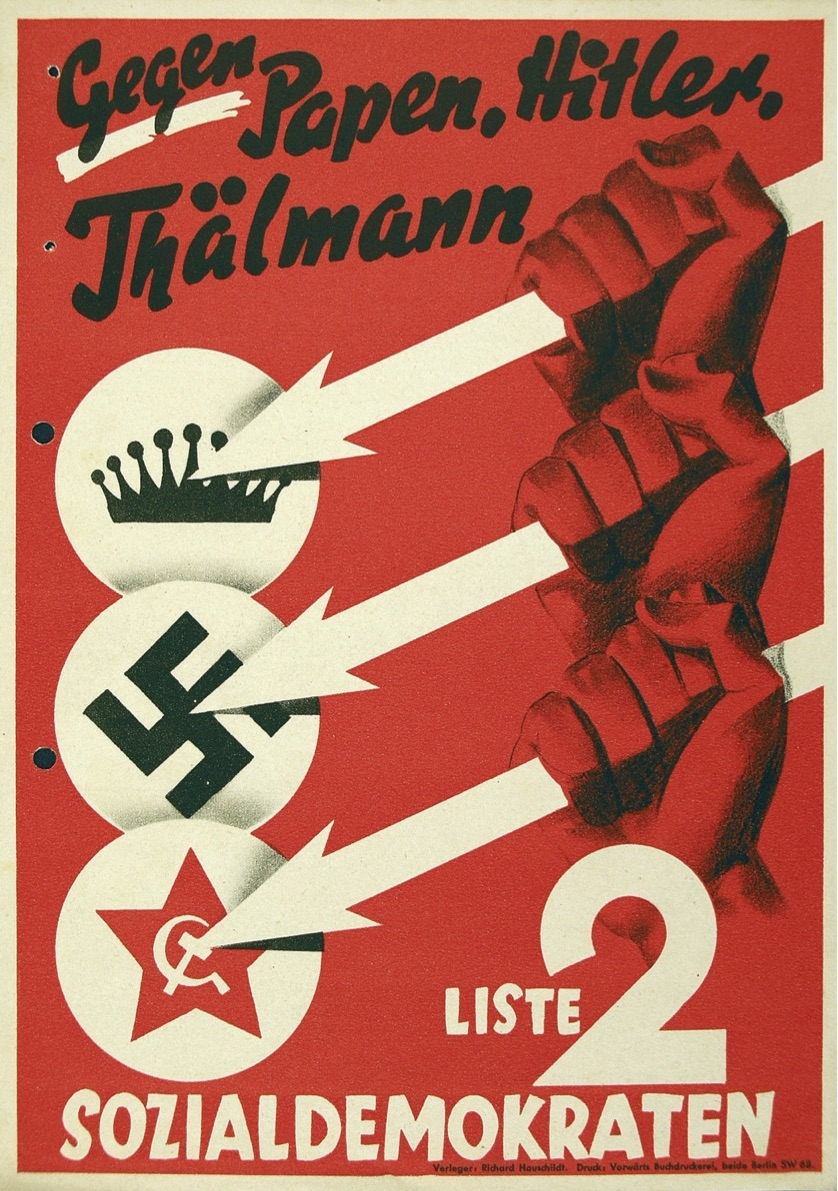
Cartaz eleitoral do SPD (1932) com o símbolo das Três Flechas representando a resistência contra o conservadorismo reacionário, o nazismo e o comunismo, com o slogan "Gegen [Contra] Papen, Hitler, Thälmann".

A Frente de Ferro (em alemão:  Eiserne Front) foi uma organização paramilitar anti-nazista, anti-monarquista e anti-comunista formada em 16 de dezembro de 1931 na República de Weimar pelo Partido Social Democrata (SPD) com a confederação trabalhista Allgemeiner Deutscher Gewerkschaftsbund (ADGB), a organização parlamentarista Reichsbanner e torcidas organizadas para fazer oposição à Frente Harzburg de direita, formada pelo Partido Nacional Socialista dos Trabalhadores Alemães, pela organização de veteranos de guerra Stahlhelm e o Partido Popular Nacional Alemão. A organização visava organizar uma frente única em torno do Reichsbanner, a juventude do SPD e grupos sindicais e liberais. O SPD fez comícios com a Frente de Ferro, organizou grandes demonstrações, atacou fascistas nas ruas e se armou. Isso era mais do que os líderes social democratas esperavam, mas os trabalhadores ligados ao partido se tornaram cada vez mais revolucionários nos anos que antecederam a ascensão de Hitler ao poder. Em 1933 a organização foi banida pelo governo alemão.
A Frente de Ferro é mais conhecida hoje por causa de seu logo, o Círculo Antifascista (que se consiste de três flechas, apontando para o sudoeste de um círculo), criado por Sergei Tchakhotine, ex-assistente do fisiólogo russo Ivan Pavlov, em 1931. Foi concebido de forma que pudesse sobrepor facilmente a suástica nazista. As três flechas já receberam as mais variadas interpretações. Segundo a versão mais popular, elas representariam os três inimigos da Frente de Ferro social democrata: os reacionários (que queriam a restauração da monarquia dos Hohenzollern), os comunistas e os fascistas (em particular os nazistas), assim como foi visto em um pôster eleitoral do SPD em 1932. A organização Eingetragener Verein, sucessora da antiga Reichsbanner, afirma que as flechas representam as três organizações que compunham a frente (o SPD, a central sindical e o Reichsbanner), assim como as três forças (política, econômica e física) dos trabalhadores.
Sobre a formação da Frente de Ferro, o presidente do Reichsbanner, comentou: "O ano de 1932 será o nosso ano, o ano da vitória da república sobre seus oponentes. Não permaneceremos na defensiva por mais um dia ou uma hora - atacaremos! Atacaremos em linhas gerais! Devemos ser parte da ofensiva geral. Hoje nos reunimos - amanhã faremos greve!".